# Šenkvice
Šenkvice é um município da Eslováquia, situado no distrito de Pezinok, na região de Bratislava. Tem 24,81 km² de área e sua população em 2019 foi estimada em 5095 habitantes.

## Demografia
| Ano:        | 1994 | 2004   | 2014   | 2024    |
| ----------- | ---- | ------ | ------ | ------- |
| Broj ljudi: | 4000 | 4327   | 4645   | 5338    |
| Razlika:    |      | +8,17% | +7,34% | +14,91% |

| Ano:               | 2023 | 2024   |
| ------------------ | ---- | ------ |
| Número de pessoas: | 5352 | 5338   |
| Diferença:         |      | -0,26% |